# TestAS
TestAS考试（德語：Test für Ausländische Studierende，中国大陆官方中文名称“德适考试”）是由德国波恩ITB咨询有限公司（ITB Consulting GmbH in Bonn）研发，并由德福考试研究院（TestDaF-Institut）组织实施的一项世界性考试。 这项考试得到了德国学术交流中心（DAAD）的支持以及来自德国联邦教科部（Bundesministerium für Bildung und Forschung）的资助。
TestAS考试每年举行两次，每一次考试都提供英语和德语两个语种可供选择，考生可以根据自己的情况选择相应的语言进行测试。目前，这一考试是用来评测来自非欧盟国家的德国大学本科学习申请者的一项重要考试，申请德国大学本科学习的学生多数需要通过该项考试才能进入德国大学本科阶段学习。

## 考试报名与功能
TestAS 考试旨在评估申请者的智力水平是否达到进入德国大学顺利学习的要求，例如逻辑推理能力、空间想象能力等。考试通过网络报名，考生通过参加网上语言水平测试、核心能力测试以及专业能力测试三部分考试，可以对自己的这三个方面进行相应的评估，并将成绩递交至德国大学进行申请。由于考生可以在英语和德语两种考试语言中选择，所以该考试并非旨在测试考生的语言水平。

## 考试结构
TestAS 考试分英语与德语两个语种进行，不同语言的考试结构均相同，包含 onScree 网上语言水平测试、核心测试和专业测试模块三个模块。核心测试和专业测试模块为笔试，考生使用答题卡作答，所有答题卡将在德福考试研究院由机器自动改卷。

### onScreen 网上语言水平测试
这一部分的考试是所有考生的必考部分，用于测试受试者的基本语言水平（德语或者英语），考生需要在线完成6篇完形填空，时间共计30分钟。

### 核心测试（Core Test）
核心测试是所有考生的必考部分，用于评测受试者的认知能力，以便检测其是否具有顺利完成一般大学学习的基本能力。这一部分测试共计110分钟，包含以下4个部分：
1. 数量计算问题（Solving Quantitative Problems）。这一部分测试需要考生使用基础算术技能进行相应的计算，以展现考生能够使用基础数学知识解答问题的能力。
2. 关系推断问题（Inferring Relationships）。这一部分测试中每个问题包含两组单词共4个，其中有2个单词缺失，考生需要通过剩下的2个单词推断出这两组词之间所满足的逻辑关系，并选出缺失的2个正确单词。这部分测试用以评估受试者的语言逻辑思维能力，考生需要能够理解单词含义，通过具象和抽象的方法找到正确的逻辑。
3. 补充规律问题（Completing Patterns）。这一部分测试将出现各种按照某种规律排列成矩阵的图形，考生需要找到每一个矩阵中数个图形之间存在的逻辑关系并选择出缺失的图形。这部分测试用于评估受试者的图像逻辑思维能力，而不需要任何语言能力以及教育背景。
4. 连续数列问题（Continuing Numerical Series）。这一部分测试将出现数个按照某种规律排列的数列，考生需要找到规律并将缺失的数列项补充完整。这部分测试用于评估受试者的数学逻辑思维能力，并具备基础的算数加、减、乘、除运算能力。

### 专业测试模块（Subject-Specific Test Modules）
专业测试模块是用来评测受试者进入大学学习某一特定专业所应具备的能力，考生需要在4个模块中选择与自己专业所对应的模块并参加测试。这部分考试时间不完全一致，考试类型也有所不同。

#### 经济管理学类学科模块
这一模块主要面向学习商科的考生，考试时间为145分钟，包含2个模块：
1. 相互关系分析（Analysing Economic Interrelationships）。这一模块的测试需要考生能够通过提供的与经济学相关的表格、图标、数据等信息进行分析，从中分析出重要信息并得到正确结论，背景知识将在必要的情况下给出。
2. 过程分析（Analysing Processes）。这一模块的测试要求考生可以通过一定的事件发生过程来对流程图进行分析，主要考察了考生建模以及按照格式化的流程分析问题的能力，同时还考察考生的批判性思维能力。

#### 工程类学科模块
这一模块主要面向学习工科的考生，考试时间为150分钟，包括3个模块：
1. 相互关系的公式化推导（Formalising Technical Interrelationships）。这一模块的测试需要考生将文字描述的机械类问题转化为公式化的关系式，并从中得到所给参数之间的关系，主要考察了考生学生使用基本数学工具作为媒介对信息进行分离和结合处理的能力。
2. 视图问题（Visualising Solids）。这一模块的测试需要考生根据所给的实物照片选择出正确的试图，主要考察了考生的空间思维能力。
3. 相互关系分析（Analysing Technical Interrelationships）。这一模块的测试需要考生能够通过提供的与工程学科相关的表格、图标、数据等信息进行分析，从中分析出重要的定理以及公式等，并得到正确结论，背景知识将在必要的情况下给出。

#### 人文科学及社会科学类学科模块
这一模块主要面向学习人文科学及社会科学的考生，考试时间为150分钟，包括3个模块：
1. 阅读理解（Understanding and Interpreting Texts）。这一模块的测试需要考生通过阅读文章并根据文章回答问题，主要考察了考生阅读理解各类文章并从中提炼信息的能力。
2. 表述方式的转化（Using Representation Systems Flexibly）。这一模块的测试需要考生阅读各类图标信息并将其转化为文字信息，主要考察了考生通过直观图像信息分析并将其转化为文字描述的能力。
3. 语言结构认知（Recognising Linguistic Structures）。这一模块的测试需要考生能够读懂所提供的一种新的语言的结构说明，并从中推导出该语言的基本使用方法，进而使用推导出来的语法规则对使用新语言设问的问题进行解答。

#### 数学、计算机科学以及自然科学类学科模块
这一模块主要面向学习数学、自然科学以及计算机科学的考生，考试时间为145分钟，包括2个模块：
1. 相互关系分析（Analysing Scientific Interrelationships）。这一模块的测试需要考生通过阅读自然科学类文段来获得基本信息，并通过提供的与经济学相关的表格、图标、数据等信息进行分析，从中分析出重要信息并得到正确结论，背景知识会在题目中给出。
2. 正规描述的理解（Understanding Formal Depictions）。这一模块的测试需要考生在给出的自然科学类的流程图和文字推断中相互转化，这一模块不仅仅考察了考生对自然科学学科信息的建模以及结构化的思考能力，同时也考察了考生是否具备自然科学学科基础知识。

## TestAS 考试在中国
TestAS 考试在中国大陆地区每年进行两次，目前有三个考试中心：北京、青岛和上海。考生只能通过德国驻华使馆文化处留德人员审核部（Akademische Prüfstelle，简称 APS）报名参加。
此项考试的报名对象为中国大陆地区符合相关报名资格的本科在读生。国内报名参加 TestAS的考生在通过考试后将获得由审核部颁发的审核证书，只有当考生拥有该证书以后，才可以申请德国大学。